# Жемчужина (повесть)
«Жемчу́жина» — повесть Джона Стейнбека 1947 года, основанная на фольклорных истоках. Автор начал писать её как сценарий в 1944 году, а в декабре 1945 издал рассказ «The Pearl of the World» в журнале «Woman's Home Companion».

## Действующие лица
- Кино — ловец жемчуга.
- Хуана — его жена.
- Койотито — их ребёнок.

## Сюжет
Историю, о которой рассказывает автор, передавали из уст в уста в течение многих веков.
События разворачиваются в маленьком посёлке на берегу залива в мексиканской части Калифорнии. Главный герой, Кино, бедный ловец жемчуга, просыпается в своей хижине, рядом с ним его жена Хуана и малыш Койотито, спящий в ящике, подвешенном к потолку. Неожиданно Кино видит, как скорпион жалит ребёнка. Кино успевает схватить и раздавить скорпиона, но яд уже проник в тело ребёнка. Хуана пытается высосать яд. На крик ребёнка сбегаются соседи: укус скорпиона очень опасен, и Кино несет мальчика к дому, в котором живёт белый доктор. Узнав от слуги о приходе Кино, доктор говорит, что не желает лечить «каких-то индейцев» от укусов насекомых. У Кино к тому же нет денег оплатить прием врача, и слуга сообщает ему, что доктора нет дома. Испытав чувство стыда, униженный Кино возвращается в свою хижину.
В это утро Кино вместе с Хуаной выходит на берег залива, чтобы начать ловлю жемчуга. Он садится в лодку, взяв корзину, к которой привязана верёвка, другой её конец привязан к камню. Это и есть примитивное, но надёжное орудие лова. Кино направляется к жемчужной балке. Он начинает лов. «Молодость и гордость» позволяют ему находиться под водой больше двух минут. Он работает не спеша, выбирает самые крупные раковины. Неожиданно он видит большую раковину, которая лежит одна, без сородичей. Интуитивно он чувствует, что она содержит нечто особое. Кино поднимает раковину на поверхность. Кино долго не решается открыть её. Наконец он вскрывает её ножом. Перед ним — огромная жемчужина, «не уступающая в совершенстве самой луне».
У Хуаны от радости перехватывает дыхание. Она переводит взгляд на Койотито, она замечает, что отёк у сына спадает, что его тельце побороло яд. Кино кричит от счастья. Между тем посёлок живёт своей жизнью. Не успели Кино, Хуана и другие ловцы добрести до хижин, как в посёлке уже звенела весть: «Кино поймал Жемчужину – самую большую в мире». Все мгновенно меняют к Кино своё отношение. Каждый думает о том, какую выгоду можно извлечь из этого.
А Кино предается мечтаниям — на что он употребит своё богатство. Он хочет обвенчаться с Хуаной в церкви, купить Койотито новенький матросский костюмчик, отправить его в школу когда-нибудь. Но в его хижину уже спешит местный священник и просит отчислить деньги на церковь. Появляется и белый доктор. Он готов лечить сына Кино и даёт ребёнку лекарство, от которого ему становится лишь хуже. Во время второго визита доктор вливает в рот ребёнку какого-то снадобья, после чего дело идет на поправку. Таким образом, он демонстрирует свою целительную силу, надеясь получить хорошее вознаграждение. Теперь Кино надо продать жемчужину, чтобы рассчитаться с доктором.
С этой целью Кино отправляется в Ла–Пас, близлежащий городок. Все с жадностью следят за ним. Теперь Кино предстоит столкнуться со скупщиками, которые действуют сообща: их главная цель — обмануть, сбить цену. Одну за другой обходит Кино из конторы, но везде слышит, что «жемчужина не столь совершенна». И Кино, и Хуана чувствуют, что многое изменилось. И не в лучшую сторону. Начинается охота за жемчужиной.
Однажды ночью кто-то проникает в их жилище и ранит Кино. Хуана предлагает уничтожить «недобрую» жемчужину, но Кино отказывается от подобной затеи. Они снова ложатся спать, но Хуана тихо встает и берет жемчужину, чтобы бросить её в море. Разозленный Кино устремляется за ней. По дороге на них нападают какие-то люди, Кино убивает одного из них и кричит жене, чтобы она забирала ребёнка и спешила к их лодке. Но вскоре выясняется, что в лодке пробито дно. Кино спешит в посёлок и видит, что его хижина охвачена огнём. С женой и ребёнком он прячется у старшего брата, а ночью тайком покидает посёлок. Они движутся быстро, но вскоре замечают преследователей. Беглецы прячутся в расселины пещеры. Ночью Койотито начинает плакать. Преследователям кажется, что это койот, и они стреляют в сторону пещеры. Они убивают малыша одним выстрелом, но и Кино успевает сначала всадить нож в стрелявшего, а затем застрелить остальных. 
На следующее утро Кино, его жена возвращаются в посёлок. За спиной Хуаны узелок с тельцем сына. Кино останавливается у залива и швыряет жемчужину в море.